# Eugeniusz Kulik
Eugeniusz Henryk Kulik (ur. 19 czerwca 1944 w Katowicach, zm. 13 października 2019) – polski piłkarz występujący na pozycji pomocnika i napastnika, zawodnik Śląska Wrocław, Ruchu Chorzów i BKS Stal Bielsko-Biała, trener i działacz piłkarski. Mistrz Polski z Ruchem.

## Kariera piłkarska
Pierwszym klubem Kulika był Baildon Katowice, z którego w 1963 na czas służby wojskowej przeniósł się do drugoligowego Śląska Wrocław i w sezonie 1963/64 wywalczył z nim pierwszy w jego historii awans do ekstraklasy. W kolejnym sezonie, już w I lidze, w 19 spotkaniach zdobył siedem bramek, jako pierwszy piłkarz Śląska uzyskując hat trick na tym szczeblu ligowym (przeciwko Zawiszy Bydgoszcz).
W latach 1965–1968 występował w Ruchu Chorzów, najczęściej będąc rezerwowym. Pewne miejsce w pierwszym składzie miał tylko wiosną 1966. W I lidze zagrał w tym zespole 20 razy, zdobył jednego gola. W 1967 chorzowianie zwyciężyli w swojej grupie Pucharu Intertoto. Rok później, w sezonie 1967/68 Kulik wraz z drużyną niebieskich zdobył mistrzostwo Polski, dotarł też do finału Pucharu Polski, w którym Ruch przegrał na Stadionie Śląskim z Górnikiem Zabrze 0:3. Odniesiona w tamtym okresie kontuzja łąkotki spowodowała, że musiał poddać się operacji kolana. Po zakończonym niepowodzeniem zabiegu w Bytomiu Kulikowi groziło przedwczesne zakończenie sportowej kariery. Wyleczyć piłkarza udało się lekarzowi ze szpitala w Bielsku-Białej. Namówił on wówczas pacjenta na grę w BKS Stal Bielsko-Biała. Zawodnikiem tego klubu Kulik został w 1969.
Z bielskim zespołem awansował w sezonie 1969/70 z ligi okręgowej do III ligi (zostając królem strzelców tych rozgrywek z dorobkiem 28 bramek), a z niej w 1973 na zaplecze ekstraklasy. W sezonie 1973/74 BKS Stal otarł się o awans do elity, zajmując drugie miejsce w grupie południowej II ligi i przegrywając rywalizację z GKS Tychy. W kolejnych latach bielski zespół również plasował się w czołówce tabeli, lecz w 1978 zaliczył spadek do III ligi. Kulik w tym czasie pozostawał czołowym strzelcem Stali, a piłkarską karierę zakończył w 1976; wznowił ją jeszcze w 1978 w obliczu zagrożenia degradacją drużyny na trzeci poziom.
W ekstraklasie w barwach Śląska i Ruchu wystąpił łącznie 39 razy, zdobył osiem bramek.

## Statystyki ligowe
| Klub               | Sezon              | Liga               | Liga  | Liga   |
| Klub               | Sezon              | Liga               | Mecze | Bramki |
| ------------------ | ------------------ | ------------------ | ----- | ------ |
| Śląsk Wrocław      | 1963/64            | II liga            | 9     | 5      |
| Śląsk Wrocław      | 1964/65            | I liga             | 19    | 7      |
| Śląsk Wrocław      | Ogólnie            | Ogólnie            | 28    | 12     |
| Ruch Chorzów       | 1965/66            | I liga             | 13    | 1      |
| Ruch Chorzów       | 1966/67            | I liga             | 2     | 0      |
| Ruch Chorzów       | 1967/68            | I liga             | 5     | 0      |
| Ruch Chorzów       | Ogólnie            | Ogólnie            | 20    | 1      |
| Ogólnie w karierze | Ogólnie w karierze | Ogólnie w karierze | 48    | 13     |

## Kariera trenerska
W rundzie jesiennej sezonu 1975/76 Kulik był grającym trenerem drugoligowego BKS Stal, po krótkiej przerwie wrócił na to stanowisko w sezonie 1976/77. Po raz trzeci objął tę posadę w 1978. Jego drużyna w 1981 uzyskała promocję do II ligi, w której Kulik prowadził ją do początku zakończonego spadkiem sezonu 1982/83. Wcześniej, w sezonie 1981/82 bielszczanie zdobyli wicemistrzostwo II ligi, przegrywając o punkt z wchodzącym do ekstraklasy GKS Katowice. W późniejszych latach Kulik jeszcze raz trenował BKS Stal. W 1980 prowadzony przez niego zespół juniorów tego klubu zdobył wicemistrzostwo Polski w tej kategorii wiekowej, ustępując jedynie Polonii Bydgoszcz.
Prócz BKS Stal, Kulik pracował również w innych lokalnych zespołach, m.in. BBTS Włókniarz Bielsko-Biała, Cukrowniku Chybie, Pionierze Pisarzowice (1999–2000, spadek z ligi okręgowej, potem w klasie A), Koszarawę Żywiec (krótko w 2001, IV liga), Drzewiarza Jasienica (sezon 2002/03, klasa A) i LKS Bestwina (2005, liga okręgowa).
Od 2002 do końca 2016 był trenerem koordynatorem do spraw młodzieży w Beskidzkim Okręgowym Związku Piłki Nożnej.

## Pozostała działalność
Kulik był członkiem zarządu BKS Stal Bielsko-Biała oraz członkiem honorowym tego klubu. Od 2016 do śmierci był wiceprezesem działającego w ramach Beskidzkiego OZPN Podokręgu Bielsko-Biała. Prowadził kursokonferencje trenerskie, organizował memoriały dla dzieci i młodzieży, obsługiwał zgrupowania kadr podokręgów dwunastolatków z całego województwa śląskiego. Szukając utalentowanych zawodników odkrył m.in. Grzegorza Więzika, którego na początku lat 80. XX wieku ściągnął do prowadzonego przez siebie trzecioligowego BKS Stal i Macieja Sadloka, którego powoływał do kadry okręgu.
Kulik zmarł w wieku 75 lat.

## Sukcesy

### Zawodnik
Śląsk Wrocław
- II liga Mistrz i awans do ekstraklasy: 1963/1964

Ruch Chorzów
- I liga Mistrz: 1967/1968
- I liga Trzecie miejsce: 1966/1967
- Puchar Polski Finał: 1967/1968
- Puchar Intertoto Zwycięstwo[a]: 1967

BKS Stal Bielsko-Biała
- Liga okręgowa: grupa Katowice Król strzelców: 1969/70 (28 goli)
- II liga Wicemistrz[b]: 1973/1974

### Trener
BKS Stal Bielsko-Biała
- II liga Wicemistrzostwo[c]: 1981/1982
- Mistrzostwa Polski juniorów Wicemistrzostwo: 1980